# Glysterus guatemalensis
Glysterus guatemalensis is een hooiwagen uit de familie Gonyleptidae.